# 二氢乳清酸酶
二氢乳清酸酶（英語：Dihydroorotase，EC 3.5.2.3）也称为氨甲酰天冬氨酸脱水酶（英語：carbamoylaspartic dehydrase）又叫作二氢乳清酸酶水解酶（英語：dihydroorotate hydrolase）催化嘧啶生物合成过程中，氨甲酰天冬氨酸脱去一个水分子并环化为4,5-二氢乳清酸的反应。在动物中，二氢乳清酸酶（D）和氨甲酰合成酶（C）、天冬氨酸转氨甲酰酶（A）融合成了一个多酶复合体CAD。